# Kézdivásárhely
Kézdivásárhely (románul Târgu Secuiesc, németül Szekler-Neumarkt, latinul Neoforum Siculorum, becenevén „a vargák városa” avagy a „céhek városa”) municípium Romániában Kovászna megyében, az egykori Kézdiszék központja. 1849-ben Kantával egyesült, 1949-ben Kézdioroszfalut csatolták hozzá. Ma Nyújtód és a hozzácsatolt Kézdisárfalva és Kézdiszászfalu is hozzátartozik.

## Nevének eredete
Neve arra utal, hogy már a középkorban vásáros hely volt. A szó előtagja (kézdi) arra emlékeztet, hogy az itteni székelyek Szászkézd vidékéről valók.

## Fekvése
A Felső-háromszéki-medencében, a Feketeügy lapályán, a Torja-patak mellett, Sepsiszentgyörgytől 30 km-re északkeletre fekszik.

## Története
A város keleti teraszain bronzkori, 3. századi telep, valamint 7. századi település nyomai kerültek elő. Már a rómaiak idején a Praetoria Augusta nevű település volt itt. A római kortól folyamatosan vásáros hely volt, melyet az Ojtozi-szoros felőli betörések időnként pusztítottak. A középkorban újra vásáros hely lett, majd 1427-ben Zsigmond király Torjavására néven királyi várossá tette. 1567-ben már jelentős város Kézdivásárhely néven. Az 1834. évi nagy tűzvészben 558 házából 421 leégett. Az 1848-49-es szabadságharcban a székelyek védelmi központja, itt öntötte ágyúit Gábor Áron, szobra 1971 óta a főtéren áll.
1910-ben 5892 lakosa volt, túlnyomórészt magyarok. A trianoni békeszerződésig Háromszék vármegye Kézdi járásához tartozott.
2000-ben vált municípiummá.
2002-ben 20 488 lakosából 18 841 magyar, 1607 román, 19 német és 8 cigány nemzetiségűnek vallotta magát.
2011-ben 18 491 lakosából 16 597 magyar, 1280 román, 9 német és 6 cigány volt. 597 fő nem nyilatkozott etnikai hovatartozásáról.

## Látnivalók

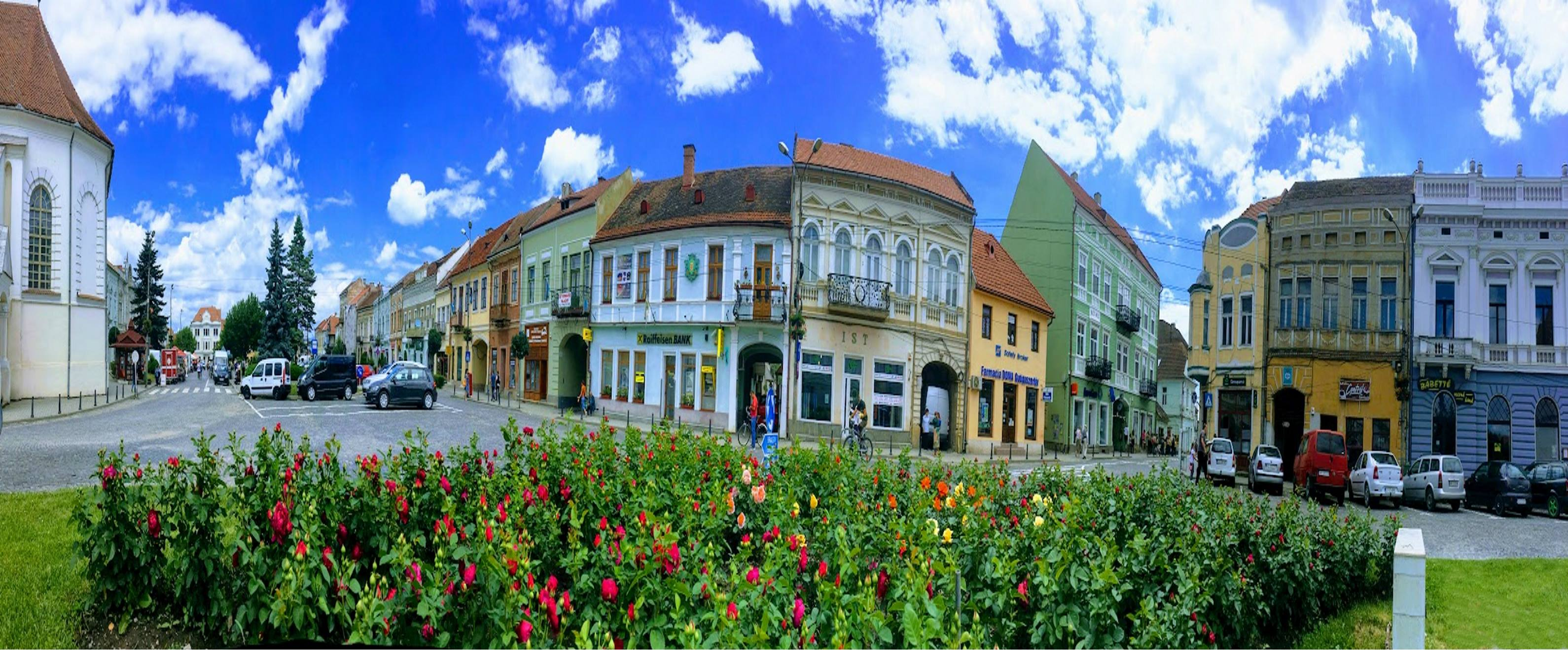
Kézdivásárhely történelmi központja

- Kézdivásárhely történelmi központjaTörténelmi központ: A trapéz alakú főtér – amely a város piactere is volt – Európában egyedi, jellegzetes stílussal rendelkezik: innen indulnak napsugarak formáját öltve az úgynevezett udvarterek. Ezek a város fejlődésével egy időben jöttek létre, amikor a mesterek a főtérre néző főépületek háta mögött lévő udvarokba kezdtek házakat építeni, ahonnan a piac könnyen megközelíthető volt. Az utolsó beépíthető telken úgy építettek házakat, hogy azok a piacon kívül eső bejáratot elzárják. A főtérre négy utcán keresztül lehet bejutni a piac sarkáról. A XIX. század nyolcvanas éveitől kezdődően, a mesterek kis faházait fokozatosan a kereskedők emeletes kőházaival helyettesítették és kovácsoltvas erkélyek ékesítik. A város panorámája a házak zsúfoltságának köszönhetően a kis, keskeny főteret tükrözi vissza.
- Kézdivásárhely nevezetes arról, hogy fennmaradt ún. udvarteres városszerkezete. A főtér körül több mint 70 udvartér található.
- Az egykori piacteret – 18. és 19. századi épületek övezik, köztük az egykori városi tanácsháza épülete ma Céhtörténeti Múzeum. Gazdag történeti és néprajzi kiállításai vannak.
- Incze László Céhtörténeti Múzeum és Patikamúzeum – Kézdivásárhely céhtörténeti múzeumát 1972 tavaszán avatták fel az egykori városháza épületében. A hagyományos mesterek (fazekasok, csizmadiák, cipészek, tímárok, lakatosok, mézeskalácsosok, kalaposok, szabók) szerszámai, műhelyberendezései az állandó kiállítás részét képezik. A kézművesek erőfeszítéseiből származó gyűjteményen kívül, mindegyik teremben írásos dokumentumokat, zászlokat, ládákat, táblákat, különböző céhek és kézművesek tábláit őrizik. A történelmi jellegű kiállítás a város gazdasági és szociális fejlődését tükrözi. Az 1848-49-es forradalom dokumentumai egy külön terembe kerültek. A kiállítóteremben meghívott művészek munkáiból periodikus kiállításokat rendeznek. A múzeumban egy másik különleges gyűjteménynek is helyet ad, itt tekinthető meg Andris és Zsuzsi népviseletben. A ruhákat erdélyi magyar gyerekek készítették 1970–71-ben a Jóbarát című folyóirat felhívására. A Székely Nemzeti Múzeum anyagát képező gyűjtemény egy részét 1974-ben adták át a kézdivásárhelyi múzeumnak. 1995-ben a kézdivásárhelyi múzeumba került a teljes gyűjtemény, a 352 viseletből három teremben 247 tekinthető meg.                                                                                                                         A patikamúzeumot az úgynevezett Finta-ház emeletén találjuk. (12-es udvartér 1. szám). A Finta-háznak nevezett ingatlan elődjét, az egykori körtornácos házat 1835-ben, a nagy tűzvész után építették, és romos állapota miatt 1972-ben lebontották. A mostani épületet 1978-ban építették újra, a ház régi formáját is megőrizve. A kiállított anyagot dr. Boga Olivér főorvos mentette meg az utókor számára.  A múzeumban látható tárgyakat és a berendezést először 2008-ban, az alsólemhényi Gerontológiai és Rehabilitációs Központ egyik épületében állították ki. Onnan hozták át a Finta-ház épületébe.  A gyűjtemény anyagának alapját az 1949 utáni  kézdivásárhelyi  24-es és 52-es számú patikák berendezése és eszközei képezik, kiegészítve ezeket Dr. Boga Olivér gyűjteményével. Túlélte a kommunizmust, és megmenekült az elkobzástól.  A rendszerváltáskor a bútorzatot és a felszerelést dr. Boga Olivér  elkérte az akkor már magángyógyszertárként működő Aranykígyó  Patika személyzetétől, és kiegészítette a saját gyűjteményével. Utólag más adományokkal is gazdagodott.  Jelenlegi ismereteink alapján 23 patikamúzeum létezik az országban. A legtöbb valamilyen intézeten belül működik. Erdélyben négyet tartanak számon, ezek közül az egyik a kézdivásárhelyi. A múzeum jelenlegi állapota a Tegyünk Kézdiszékért civil tömörülés munkáját dicséri.
- Polgármesteri Hivatal: a főtér észak-nyugati során található a mai polgármesteri hivatal szecessziós, kétemeletes épülete, amely 1907-ben eredetileg takarékpénztárnak épült. Az épület rendeltetése az évek során változott. 1945-től a kommunista párt székhelye volt. 1989 decemberéig az épület a Néptanácsnak adott otthont. Jelenleg a helyi önkormányzat székhelye.
- Vigadó Művelődési Ház: 1902-1904-ben épült egykori Vigadó, amely ma művelődési ház. Az impozáns épület főhomlokzata síkjából timpanonos rizalit emelkedik, amelynek központi tengelyét az 1902-es évszámos városi címer ékesíti. Négyszáz férőhelyes színházterme és százötven személyt befogadó gyűlésterme van.
- Református temploma                                                                                                                                                       – A történelmi város jellegét a református templom masszív épülete határozza meg, amely Erdély egyik legnagyobb temploma (1.000 férőhellyel). A késő reneszánsz, barokk és klasszicista jegyeket őrző főtéri református templom, 1770 és 1783 között épült a középkori templom helyén. A templomot erődítményekkel látták el. 1834-ben, a nagy tűzvészben leégett a templomtorony és a tetőszerkezet, amelyet négy év alatt építettek újra, míg a nyugati bejáratnál lévő tornyot 1846-ban készítették. A templom ma is látható orgonáját a híres orgonakészítő, a Kézdivásárhelyen letelepedett Kolonics István építette 1861-ben.
- Minorita templom és kolostor a kantai templomhoz tartozik a romos állapotban lévő minorita rendház melyet 1740-1828 között építettek barokk stílusban. A rendház régebbi, hátsó és két oldalsó szárnyát 1740-ben, majd az utcára néző, közvetlenül a templomhoz csatolt részét 1828-ban építették, amellyel a rendház négyszögű belső zárt udvarát alakították ki. Az elkövetkező években a rendházat felújítják.  Jelenleg az épület kívülről látogatható.
- A városban ortodox és új római katolikus templom is van.
- Gábor Áron-szobor                                                                                                                                                                   – A székely ezermester, Gábor Áron az 1848-49-es forradalom és szabadságharc legendás ágyúöntője és tüzértisztje volt, aki a kökösi csatamezőn vesztette életét. Az ő vezetése alatt Kézdivásárhelyen jelentős hadianyaggyártás folyt.  A székely ágyúöntő teljes erejével, minden tudásával és képességével igyekezett segíteni a magyar szabadságharc ügyét.
- Katonanevelde                                                                                                                                                 – Kézdivásárhely katonaváros volt. A város egyik fontos műemléke a Vasút utca sarkán lévő egykori Székely Katonanevelde. A neoklasszicista stílusú épület még mai értelemben is impozánsnak mondható. A két hatalmas timpanon, amely a homlokzat középső felét zárja közre, a Katonanevelde ismertetőjegyévé vált. Az építkezés megkezdését 1811-ben indítványozta Báró Purczell János, a második gyalogezred ezredese. Az épületet nagy ünnepséggel nyitották meg 1823-ban. Az intézetet 115 kadétra rendezték be, testnevelő teremmel és uszodával. Jelenleg az épület rehabilitációjára van szükség.
- Hahn Jakab-faház                                                                                                                                                  Kézdivásárhely jellegzetes stílusát idéző műemlékház, a Hahn Jakab faház 1817-ben épült. Tulajdonosa, a temesvári sváb származású cukrászmester a különleges mézespogácsát honosította meg a városban. A népi jellegű faházakból sok elpusztult vagy gyökeresen átalakítódott.
- Turóczi Mózes-emlékház                                                                                                                                                                 – Turóczi Mózes öntőmester ágyúöntő műhelye a Kézdivásárhely főterétől dél-nyugatra, a mai Petőfi utca és a róla elnevezett kis utca között volt, a ma is meglévő háza mögött. Gábor Áron 70 ágyújából összesen 64 darabot öntöttek itt 1849 januárja és júliusa között. A Turóczi-házon két emléktábla is emlékeztet az ágyúöntőre. A mester születésének, illetve halálának évfordulója alkalmából a háza előtt, a mellszobornál emlékeznek meg róla.
- Turóczi Mózes mellszobra: ágyúöntő mester 1849-ben rézágyúkat öntött a saját háza háta mögött. Nemcsak a háza előtt lévő emléktáblák, hanem szobra is emlékeztet az ágyúöntőre. A szobrot Vetró B. András készítette, amelyet 1993. november 8-án lepleztek le a Magyarország akkori külügyminisztere, Dr. Jeszenszky Géza jelenlétében, akit családi kapcsolatok fűznek a Turóczi családhoz. Turóczi Mózes életéről nem maradt fenn sok feljegyzés, azt lehet tudni róla, hogy kétszer nősült, első felesége a híres családból származó Jancsó Karolina, második felesége pedig Szőcs Ilka volt.
- Báró Wesselényi Miklós Könyvtár                                                                                                                          – Kézdivásárhely első könyvtára a Kaszinó Könyvtár 1842. december 25-én létesült. Jelenleg az intézmény fenntartója – mint Romániában minden közkönyvtárnak – a helyi önkormányzat, úgy működik, mint a polgármesteri hivatal bármelyik szakirodája, szakmailag azonban a sepsiszentgyörgyi székhelyű Bod Péter Megyei Könyvtárhoz tartozik. A könyvtár életében fontos dátum 1998. június 6., ugyanis ekkor került sor a könyvtár névadó ünnepségére, mely alkalommal felvette a Báró Wesselényi Miklós Városi Könyvtár nevet. A műemléképület, amelybe 1987 nyarán költözött az intézmény, a 19. század végén épült neobarokk stílusban, de nem erre a célra, ezért sokáig helyszűkében voltak, nehezen tudtak nagyobb rendezvényeket szervezni. Ezen akartak változtatni, amikor megszületett a 142 négyzetméteres felületű bolthajtásos pince felújításának a gondolata, a munkálatok azonban nagyon elhúzódtak. 2007/2008 telén kezdték el a felújítást.
- Molnár Józsiás-park – Molnár Józsiás és felesége, Gaál Emília végrendeletükben a tulajdonukban levő területet sétatér és park létesítésére adományozták a városnak. Itt található az adományozók mauzüleuma is. A parkban évente dísznövény-kiállítást és -vásárt tartanak.
- W. Wegener park – A parkot a New Fashion RT. bocsájtotta Kézdivásárhely lakosainak rendelkezésére, Wilhelm Wegener személyes adományaként.
- Nagy Mózes Főgimnázium (volt nevén: Nagy Mózes Elméleti Líceum)
- A határában van a Fortyogófürdő nevű gyógyüdülőhely.

## Híres emberek
- Itt született 1600-ban Vásárhelyi K. Péter nyelvtudós.
- Itt született 1625-ben Matkó István hitvitázó, nyelvtudós,
- Kállay Ferenc (1790–1861) művelődés- és nyelvtörténész, jogász, az MTA tagja a városban élt 1814 és 1827, majd 1830 és 1832 között.
- Itt született 1799. január 9-én Benkő Dániel mezőgazdasági szakíró, az MTA levelező tagja.
- Itt született 1813-ban Turóczy Mózes rézműves, Gábor Áron ágyúöntő tüzérőrnagy társa.
- Itt született 1861-ben Nagy Lázár képzőművész.
- Itt született 1880-ban Kovács István régész, muzeológus, numizmatikus.
- Itt született 1886-ban Bányai János geológus, tanár.
- Itt született 1888-ban Kovács Jenő István laptulajdonos, újság- és rádióműsor szerkesztő, újságíró.
- Itt született 1891-ben Várhelyi Gyula történész, közíró.
- Itt született 1903-ban Tompa Sándor (Tompa Pufi) színművész.
- Itt született 1903-ban Földi István tanár, író, újságíró.
- Itt született 1905-ben Incze István képzőművész.
- Itt született 1907-ben Dávid László római katolikus pap, teológiai tanár, püspöki titkár, nagyprépost
- Itt született 1913-ban Dávid Antal író, újságíró.
- Itt született 1922-ben Katona Szabó István író, újságíró.
- Itt született 1925-ben Várhelyi Csaba vegyész, kémiai szakíró, egyetemi oktató.
- Itt született 1929-ben Lupán Ernő jogász, egyetemi tanár.
- Itt született 1933-ban Szőcs Huba matematikus, fizikus, egyetemi oktató.
- Itt született 1937-ben Szőcs Géza Mihály természettudományi szakíró.
- Itt született 1949-ben Pászka Imre szociológus, a Szegedi Tudományegyetem mestertanára.
- Itt született 1951-ben Markó Béla politikus, költő, műfordító, az RMDSZ elnöke.
- Itt született 1961-ben Vargha Mihály Béla szobrász, muzeológus.
- Itt született 1965-ben Fekete Vince költő, a Serény Múmia legendás szerkesztője.
- Itt született 1968-ban Sántha Attila költő, a Székely szótár szerzője.
- Itt született 1977-ben Szabó Levente magyar irodalomtörténész, egyetemi oktató.
- Itt született 1977-ben Dimény H. Árpád költő, a Székely Hírmondó napilap vezető szerkesztője.
- Itt született 1978-ban Gáll Attila költő, az Erdélyi Híradó Könyvkiadó vezető szerkesztője.
- Itt született 1980-ban Muszka Sándor költő, humorista, punk-énekes.
- Itt született 1984-ben Gál Sándor Áron a 4 for Dance táncegyüttes alapítója és tagja.
- Itt él: László Attila a 2011-es Csillag születik című verseny győztese.
- Itt él: Ötvös Gyula tanár, helytörténész, muzeológus.
- Itt élt Jakabos Ödön (1940–1979) erdélyi magyar író, utazó.
- Itt élt Dobolyi Aladár asztalitenisz-edző.[7]

## Testvérvárosai
- Maassluis, Hollandia
- Gyöngyös, Magyarország
- Hatvan, Magyarország
- Kisvárda, Magyarország
- Mezőhegyes, Magyarország (1990)
- Mezőkövesd, Magyarország
- Nagyatád, Magyarország
- Paks, Magyarország
- Szentendre, Magyarország
- Budapest VI. kerülete – Terézváros, Magyarország (2011)

## Képek

Gábor Áron szobra
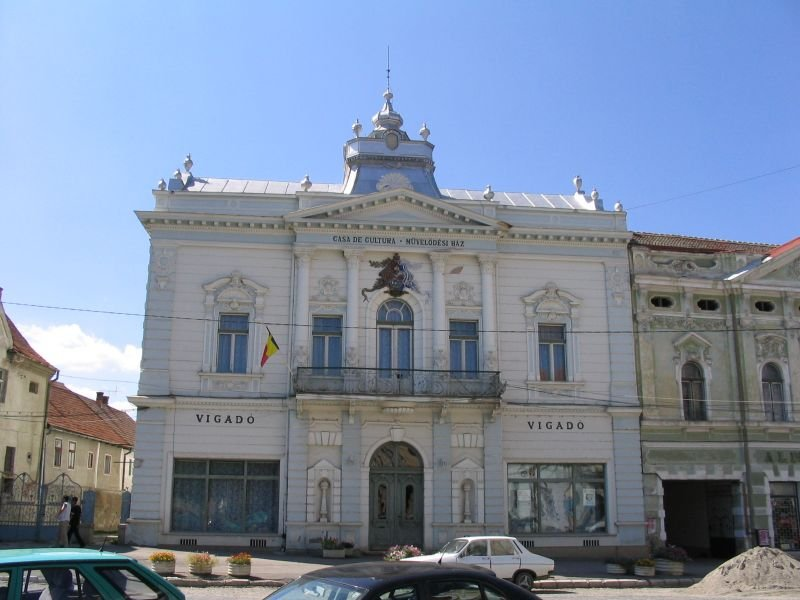
A Vigadó épülete
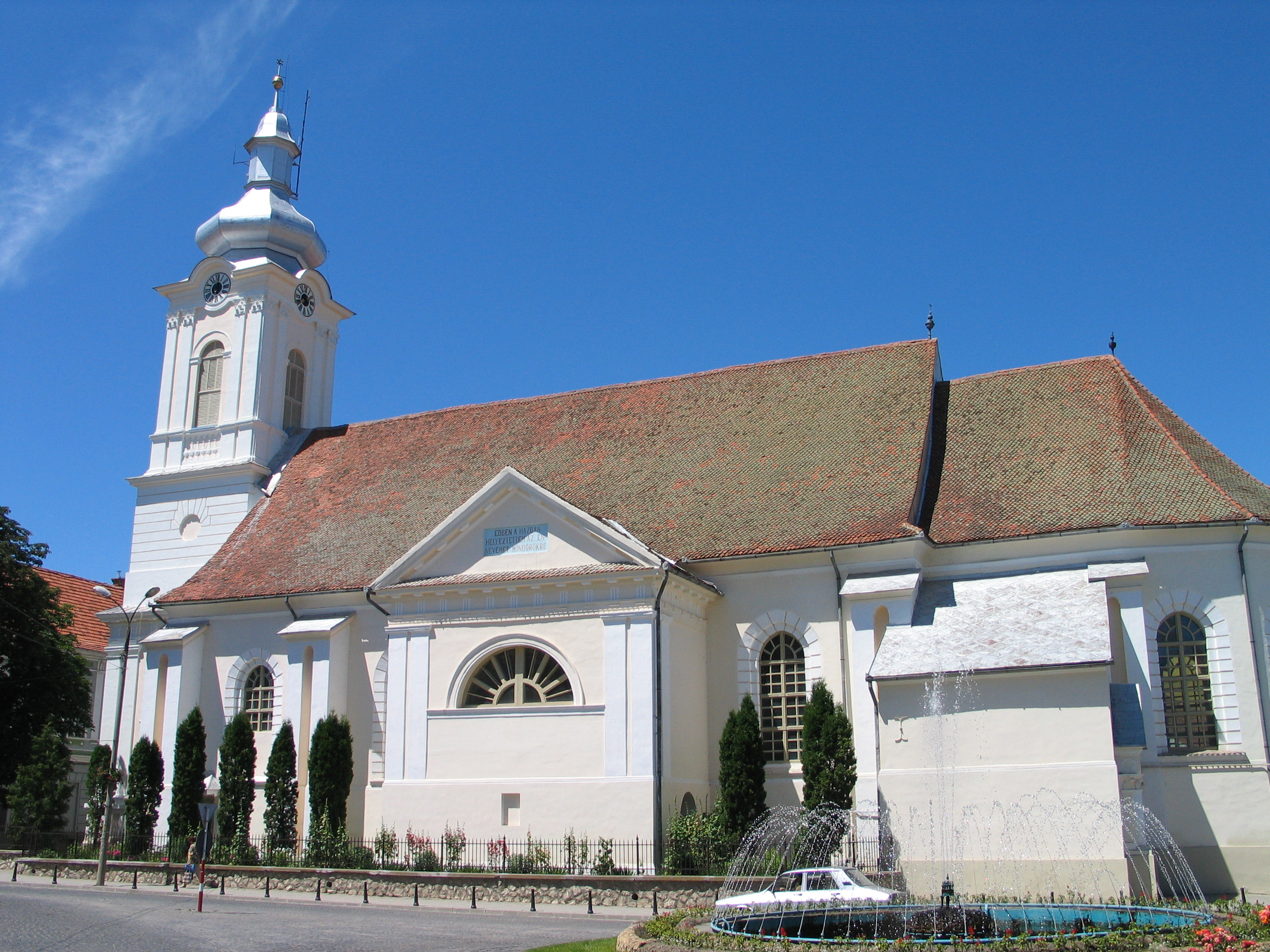
A református templom
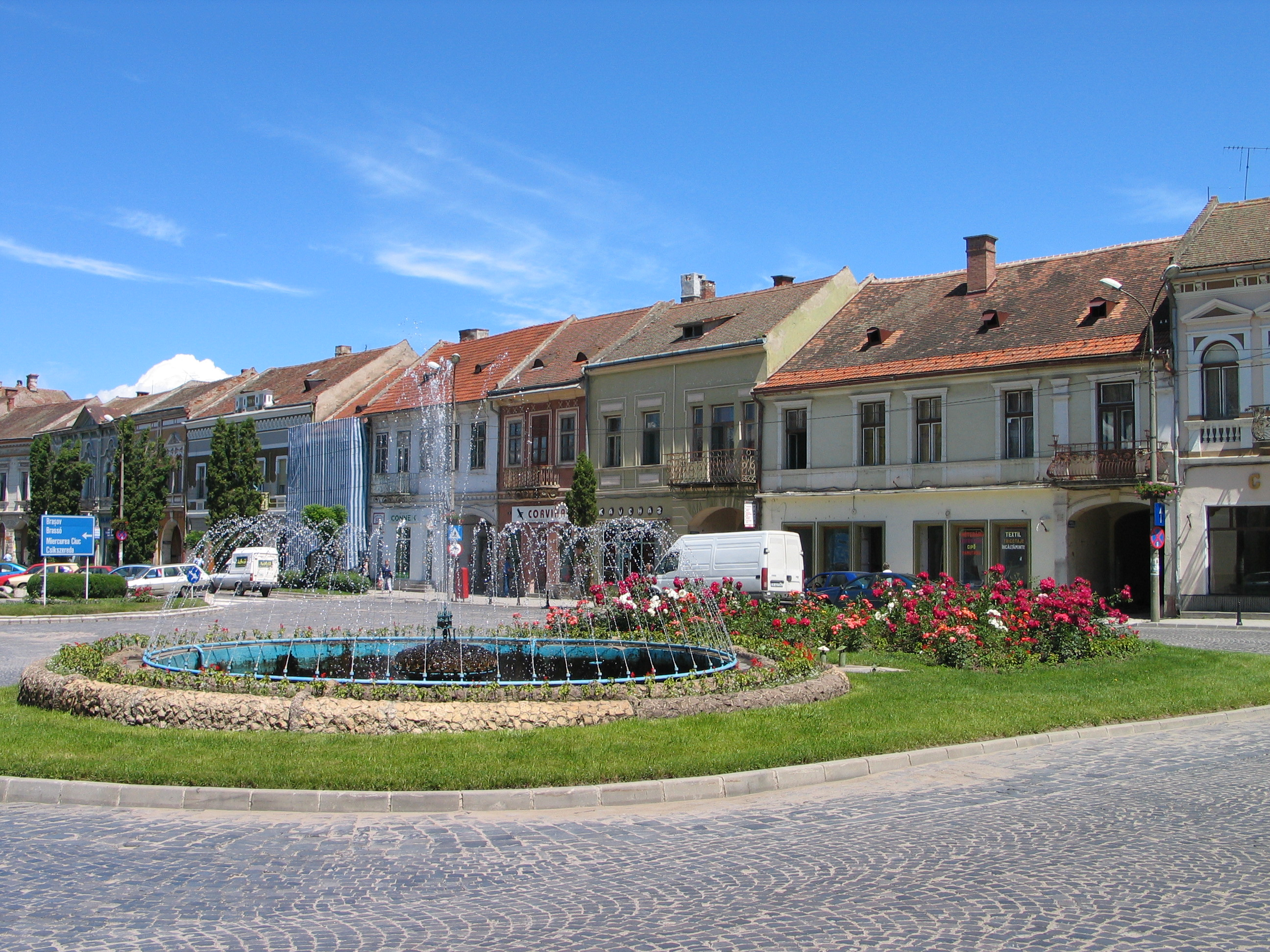
A főtér a szökőkúttal
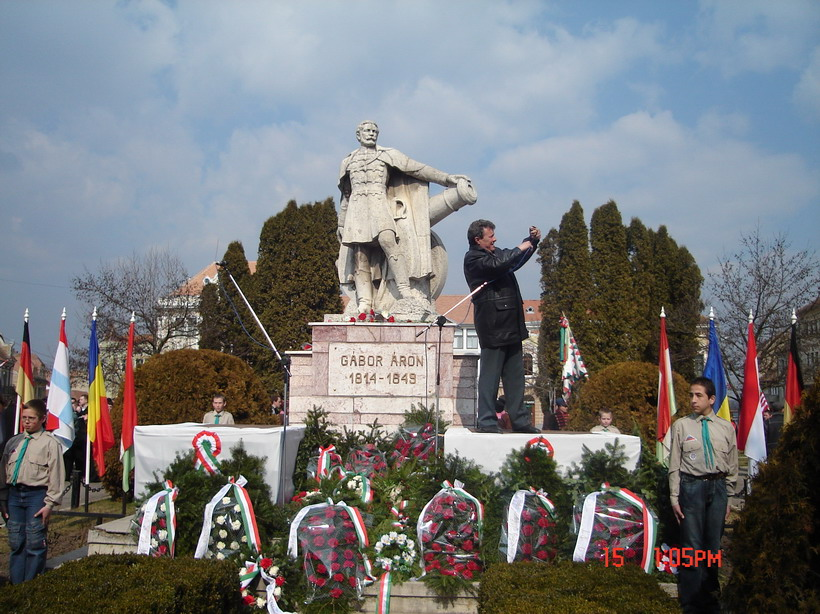
2007. március 15-én
Sportcsarnok